# Bivacco Roberti
Das Bivacco Roberti, vollständiger Name Bivacco Presanella – “Vittorio Roberti”, ist eine Biwakhütte in den Adamello-Presanella-Alpen im Trentino. Sie gehört der Società degli Alpinisti Tridentini (SAT) und verfügt über 12 Schlafplätze.

## Lage
Die Biwakhütte liegt auf einer Höhe von 2204 m s.l.m. im oberen Nardis-Tal unterhalb des Nardis-Gletschers, südöstlich der Presanella (3556 m).

## Geschichte
Die einfache Steinhütte, bestehend aus einem einzigen als Schlafplatz und Küche dienenden Raum, wurde 1885 als eine der ersten Schutzhütten des 1872 gegründeten Trentiner Alpenvereins SAT errichtet. Die Hütte diente als Stützpunkt zur Besteigung der Presanella über den relativ langen Aufstieg aus dem Val Nardis. Während des Ersten Weltkrieges wurde die Inneneinrichtung schwer in Mitleidenschaft gezogen und in der Folge die Schutzhütte als Biwak herabgestuft. 1986 wurde die Hütte vollständig renoviert und dem im August 1945 auf dem Corno di Bedolè spurlos verschwundenen piemontischen Grafen und Alpinisten Vittorio Roberti gewidmet, dessen sterbliche Überreste erst 60 Jahre nach seinem Verschwinden im August 2005 gefunden wurden.

## Zugänge
- Von Ponte Verde im Val Genova, 905 m, ⊙ auf Weg 210 in 2½ Stunden

## Nachbarhütten
- Zum Rifugio Segantini, 2373 m ⊙ auf Weg 219 in 2 Stunden 40 Minuten
- Zum Bivacco Cima Presanella “Brigata Orobica”, 3382 m ⊙ auf Weg 219, B40 in 4 Stunden